# Pachycephala collaris
A Pachycephala collaris a madarak osztályának verébalakúak (Passeriformes) rendjébe és a légyvadászfélék (Pachycephalidae) családjába tartozó faj.

## Rendszerezése
A fajt Edward Pierson Ramsay ausztrál ornitológus írta le 1878-ban. Egyes szervezetek szerint a Pachycephala citreogaster alfaja Pachycephala citreogaster collaris néven.

## Előfordulása
Pápua Új-Guineához tartozó, Louisiade-szigetek területén honos.

## Természetvédelmi helyzete
A Természetvédelmi Világszövetség Vörös listáján nem szerepel.